# 소피아 동물원

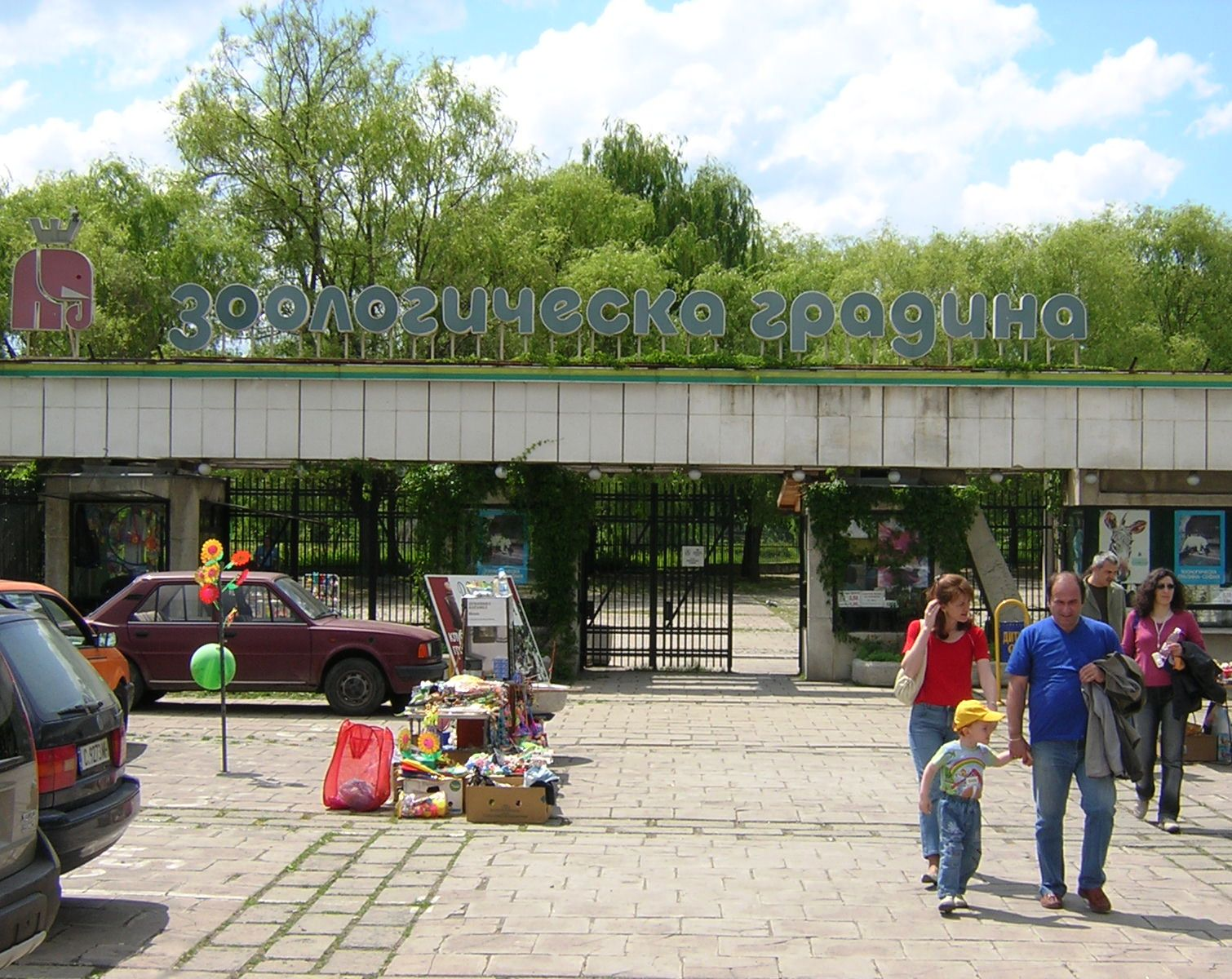
소피아 동물원 입구

소피아 동물원(불가리아어: Зоопарк)은 소피아에 위치한 동물원으로 1888년 5월 1일에 완공되었다. 불가리아에서 가장 크고 가장 오래된 동물원이다. 면적은 23 ha이고, 2006년 3월 기준으로 1,113마리의 동물과 244종의 생물들이 거주하고 있다.

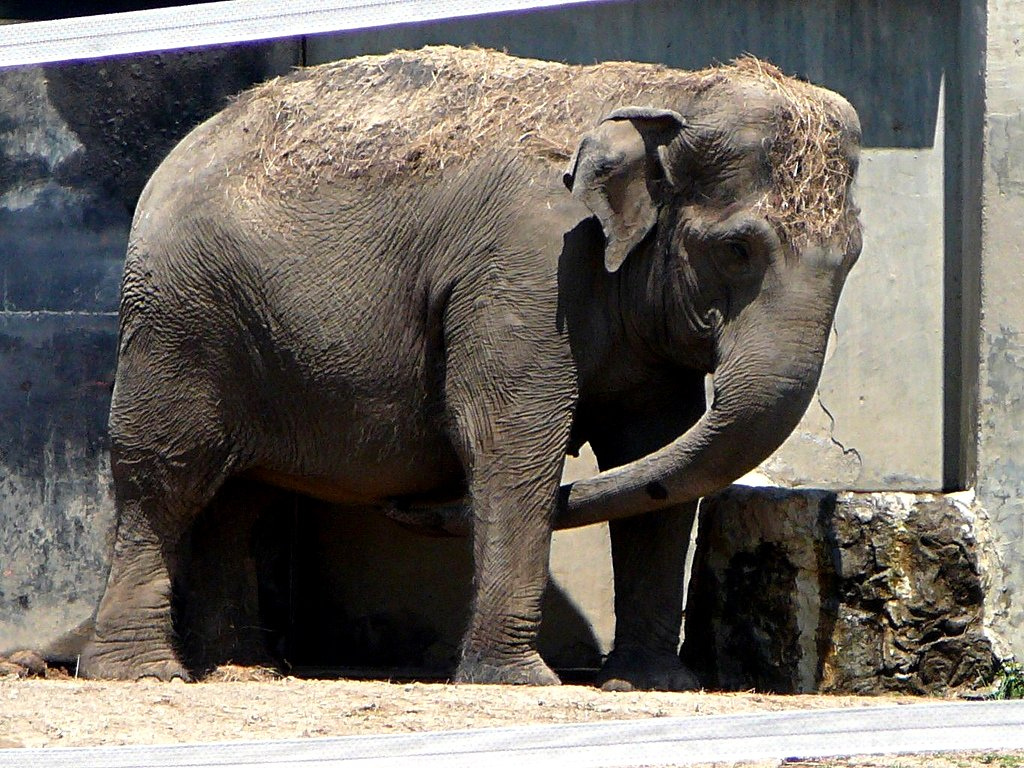
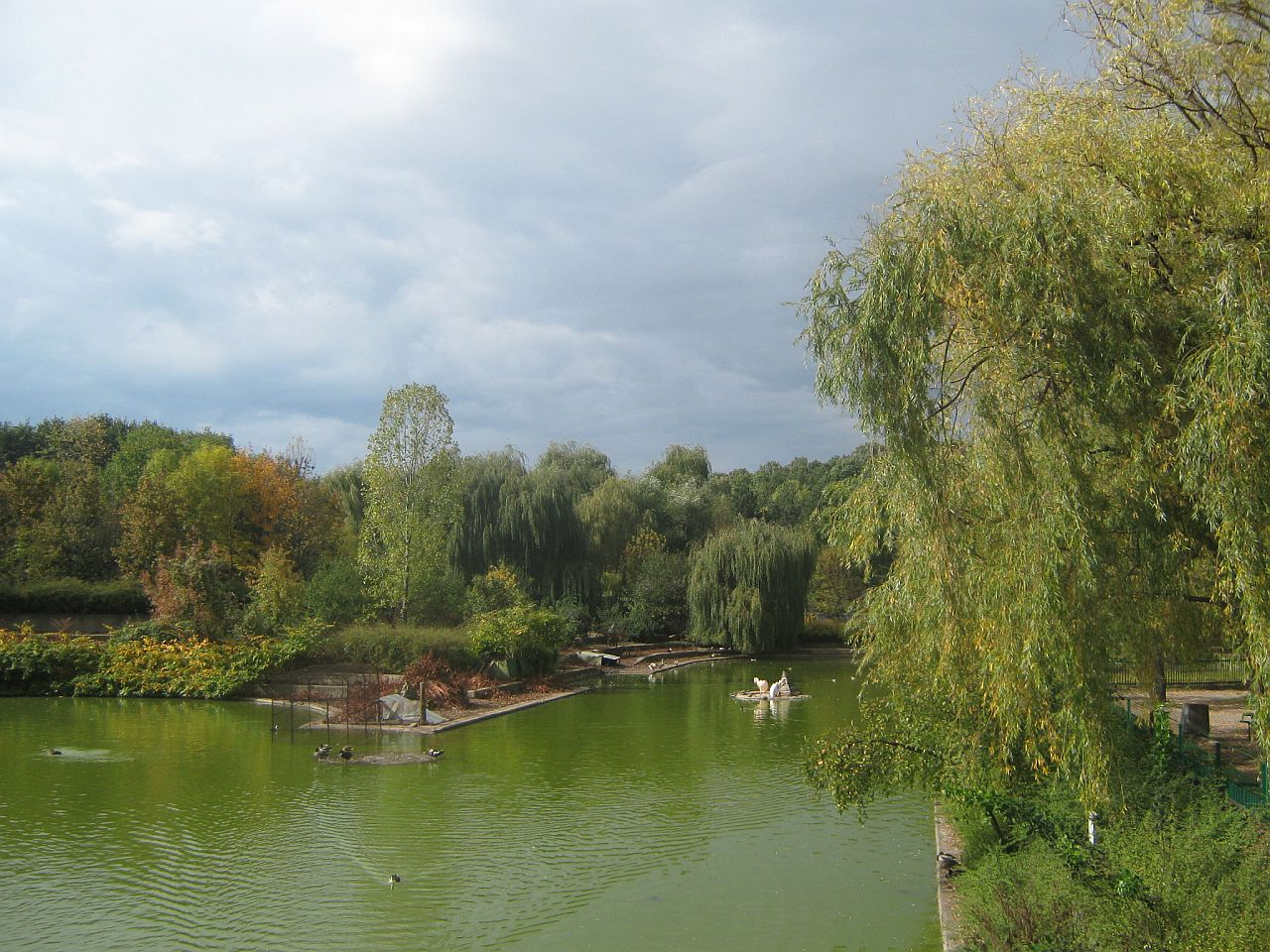
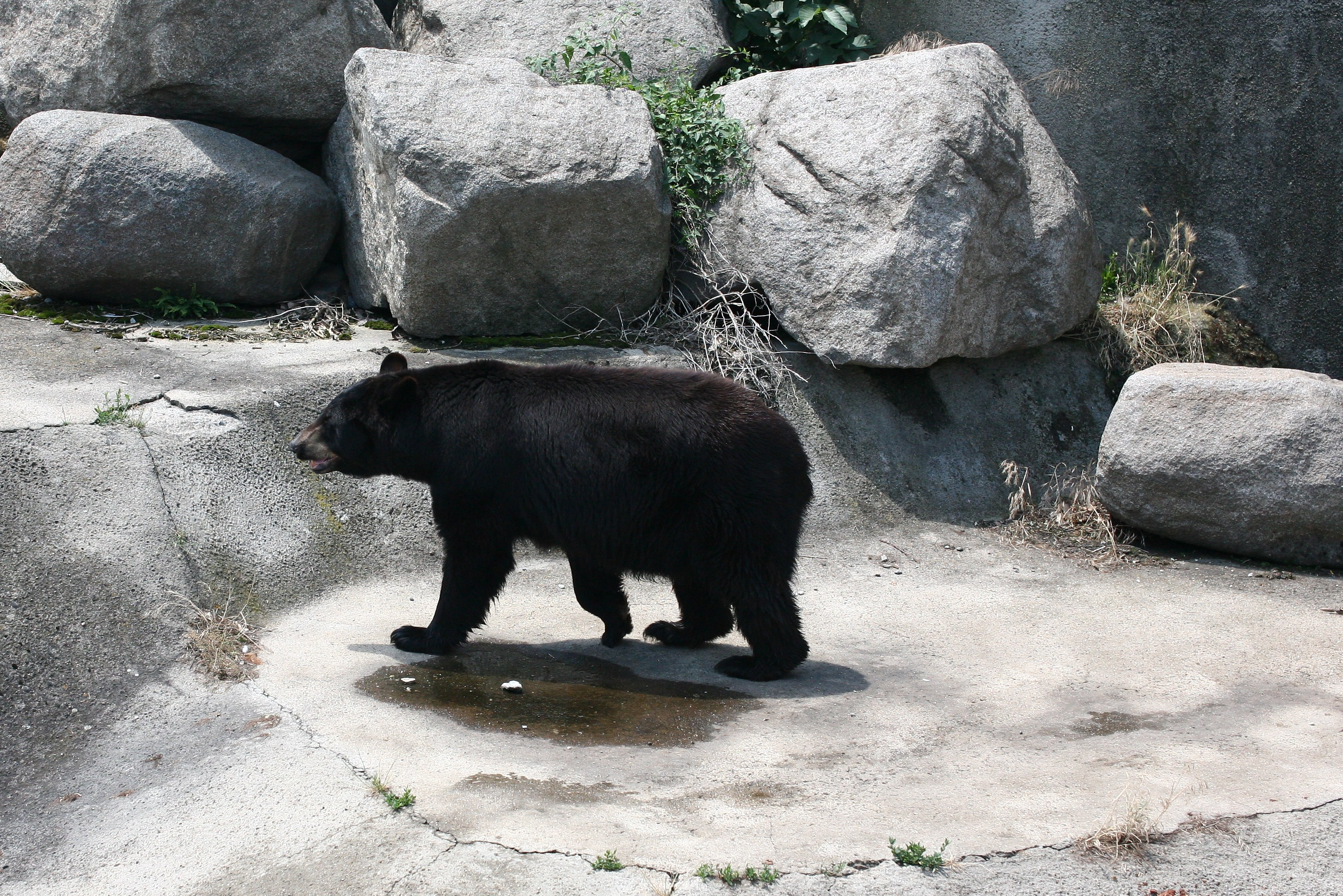
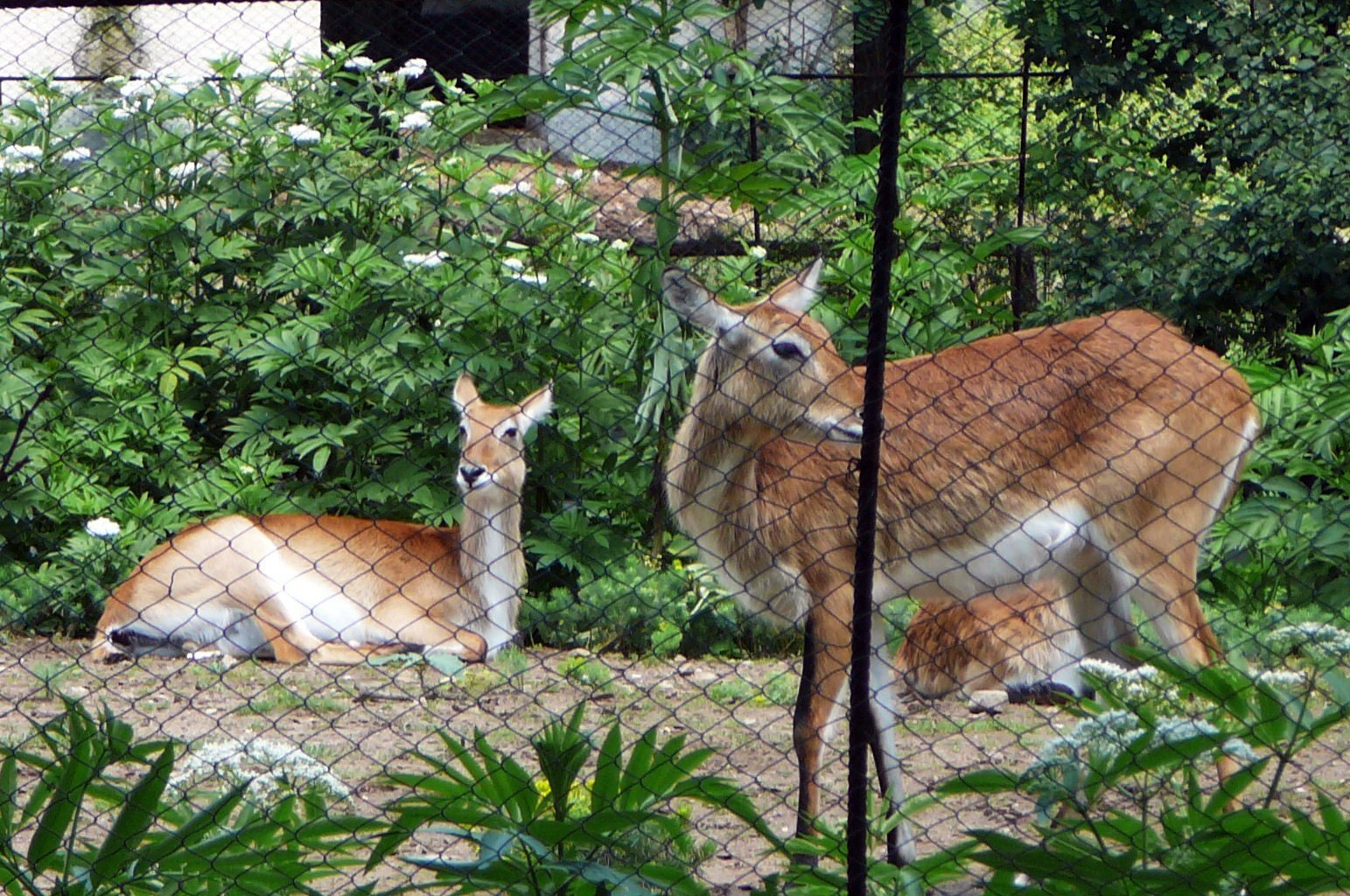
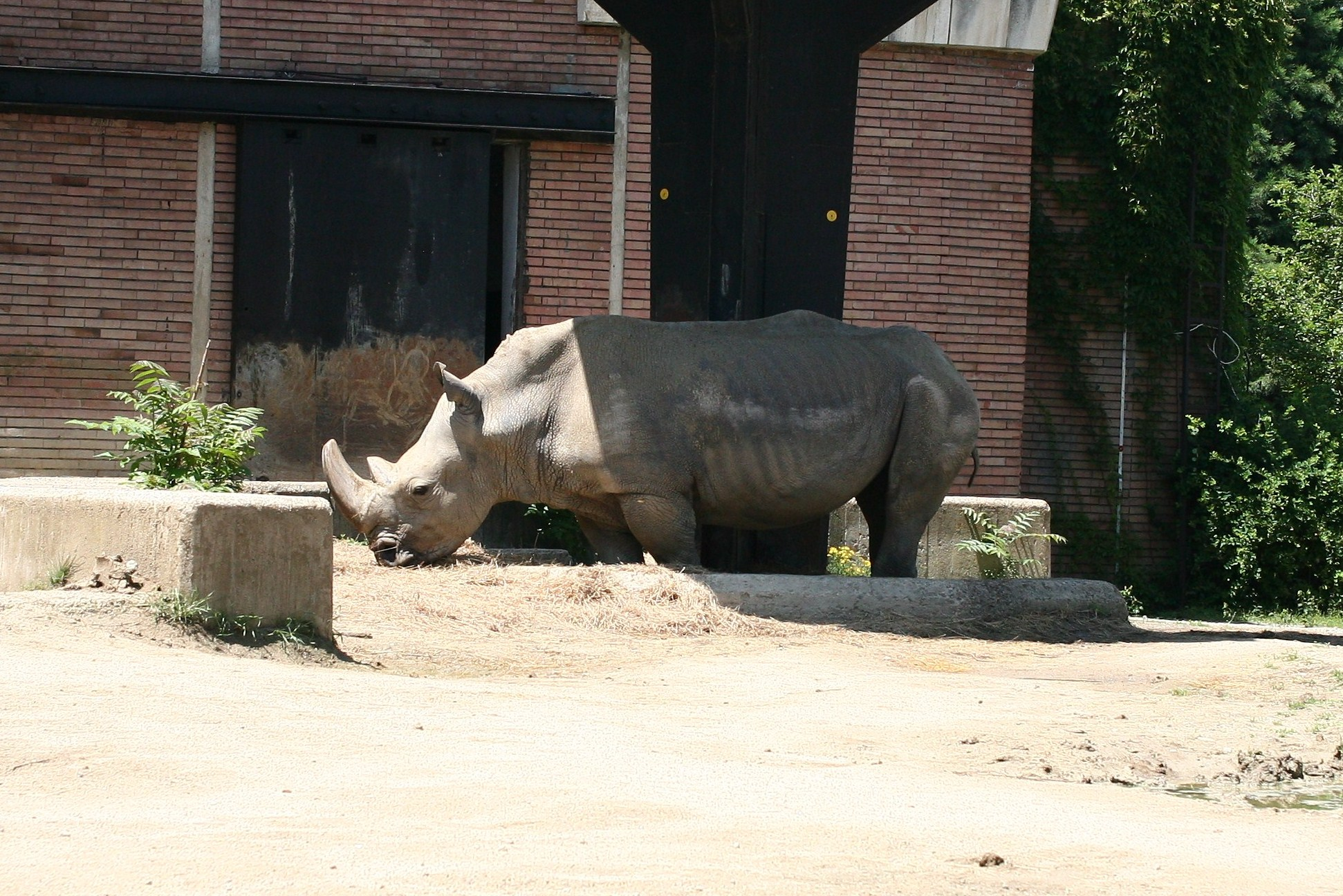
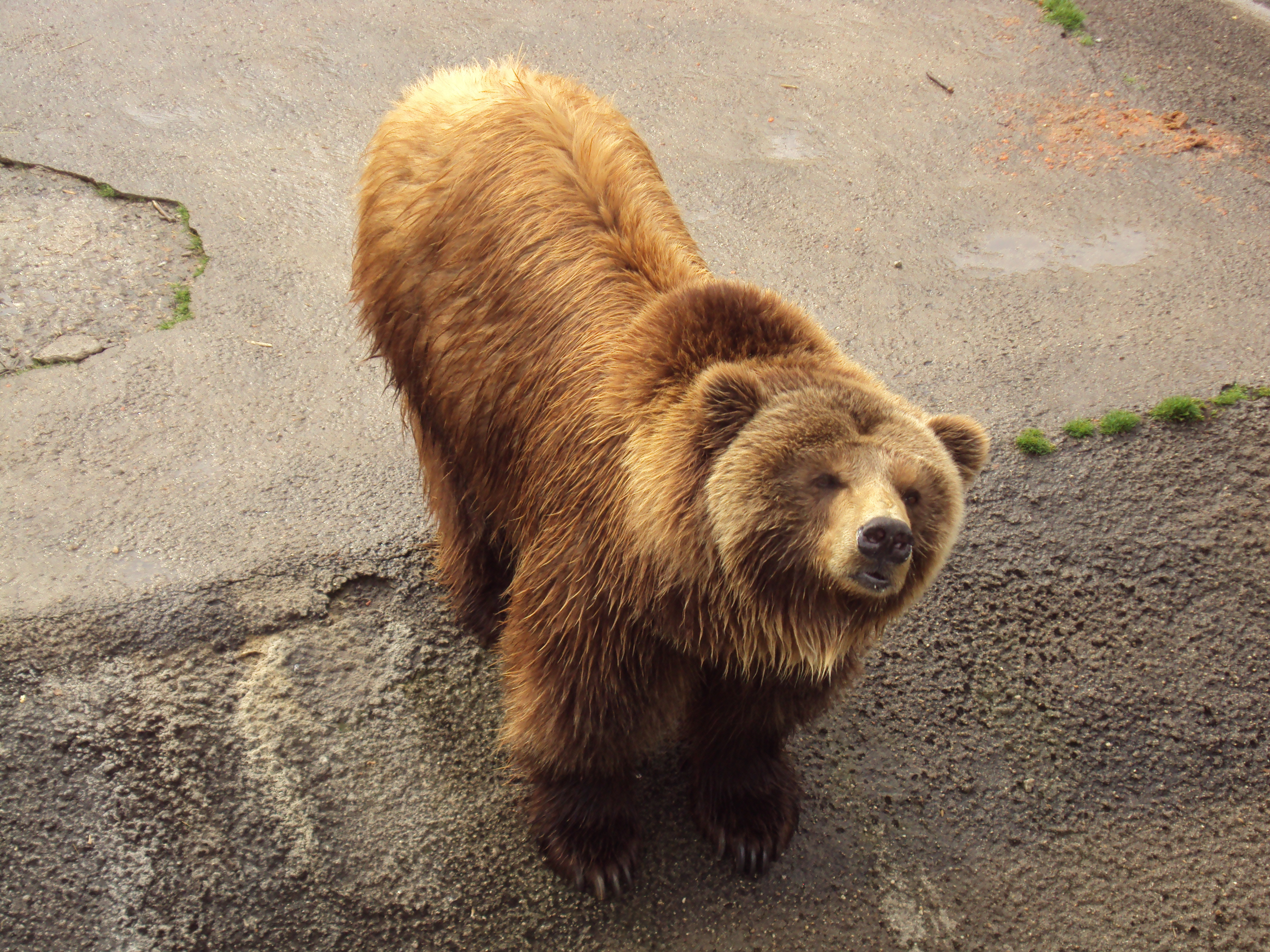
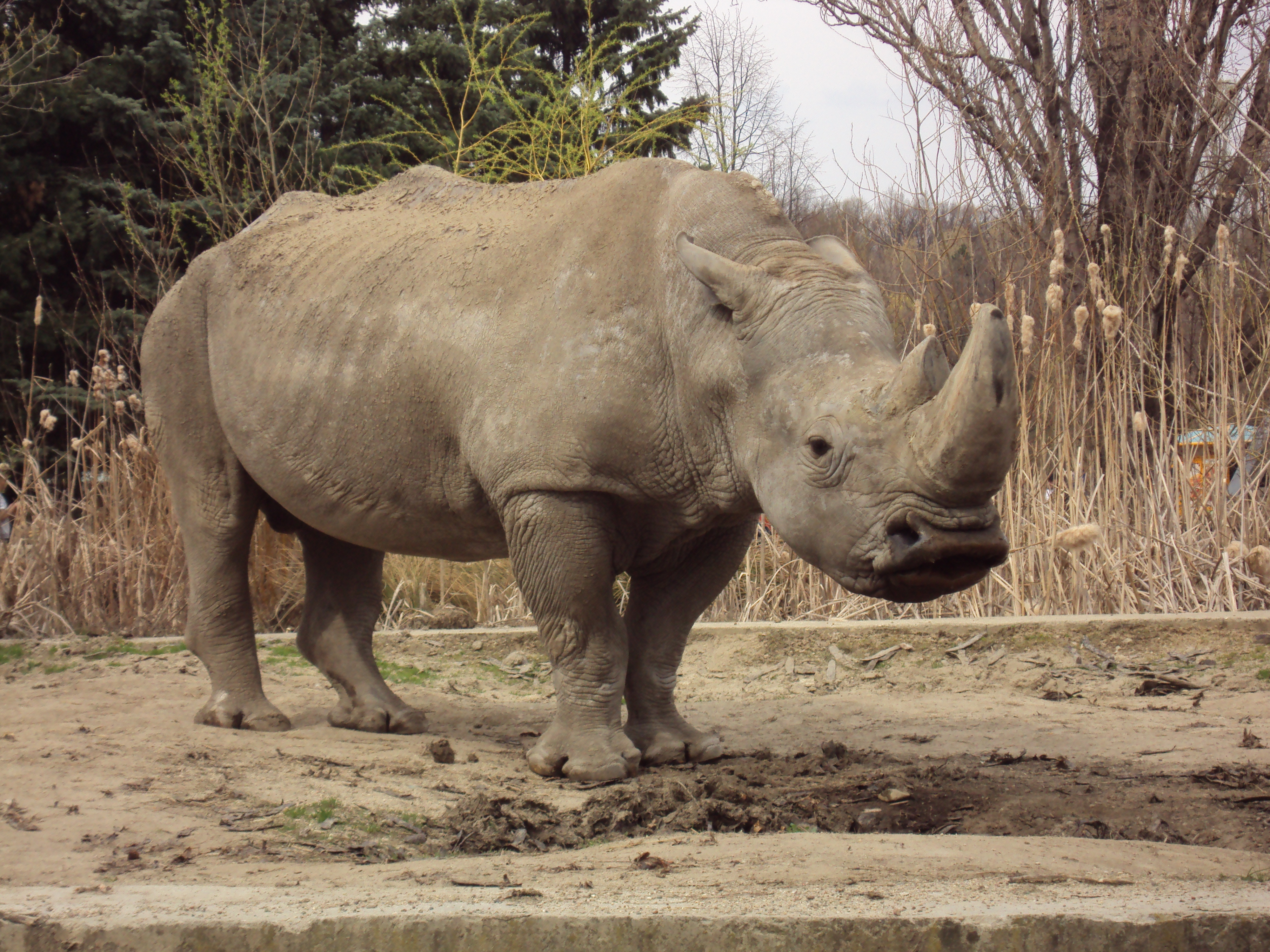
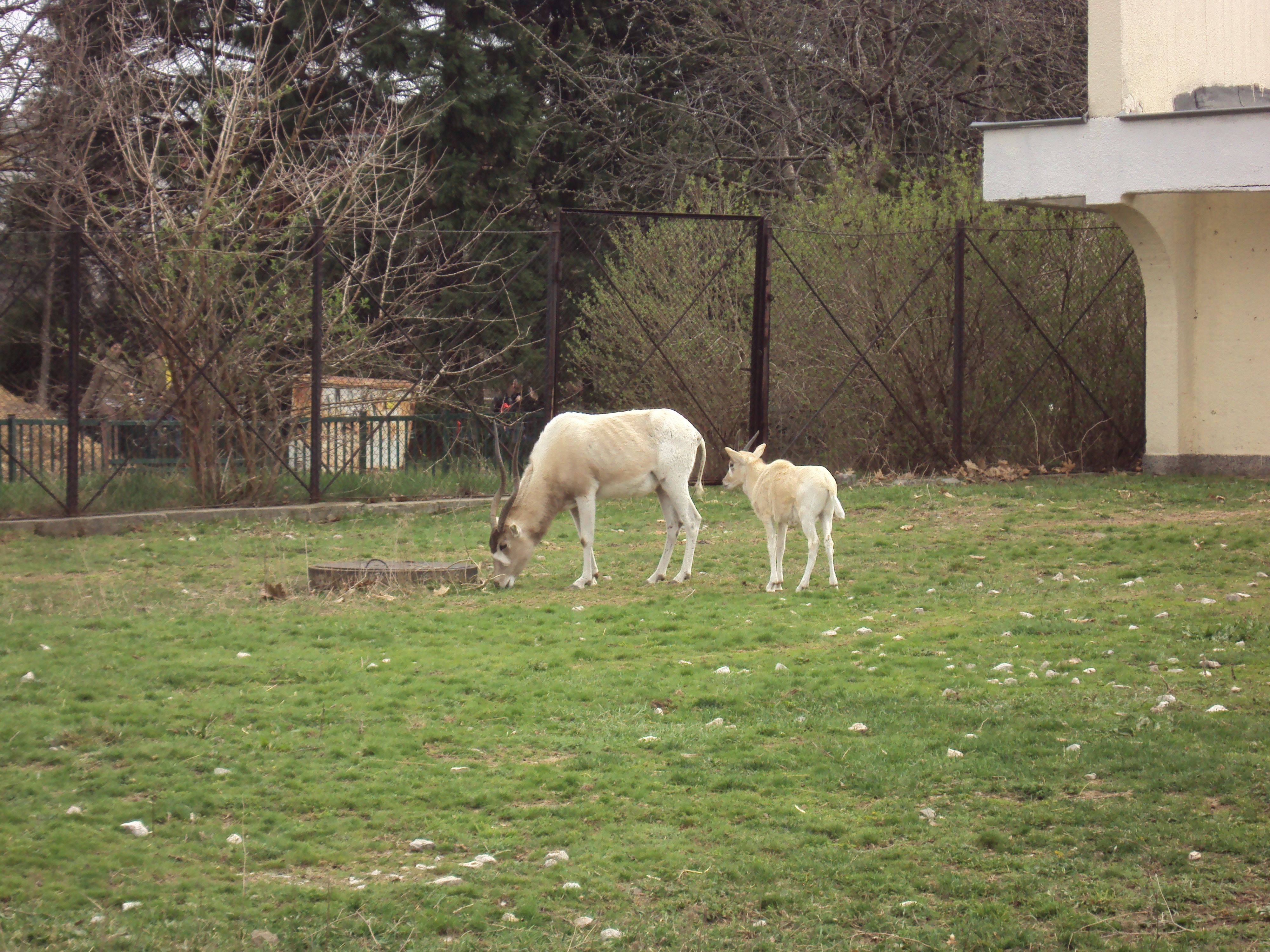
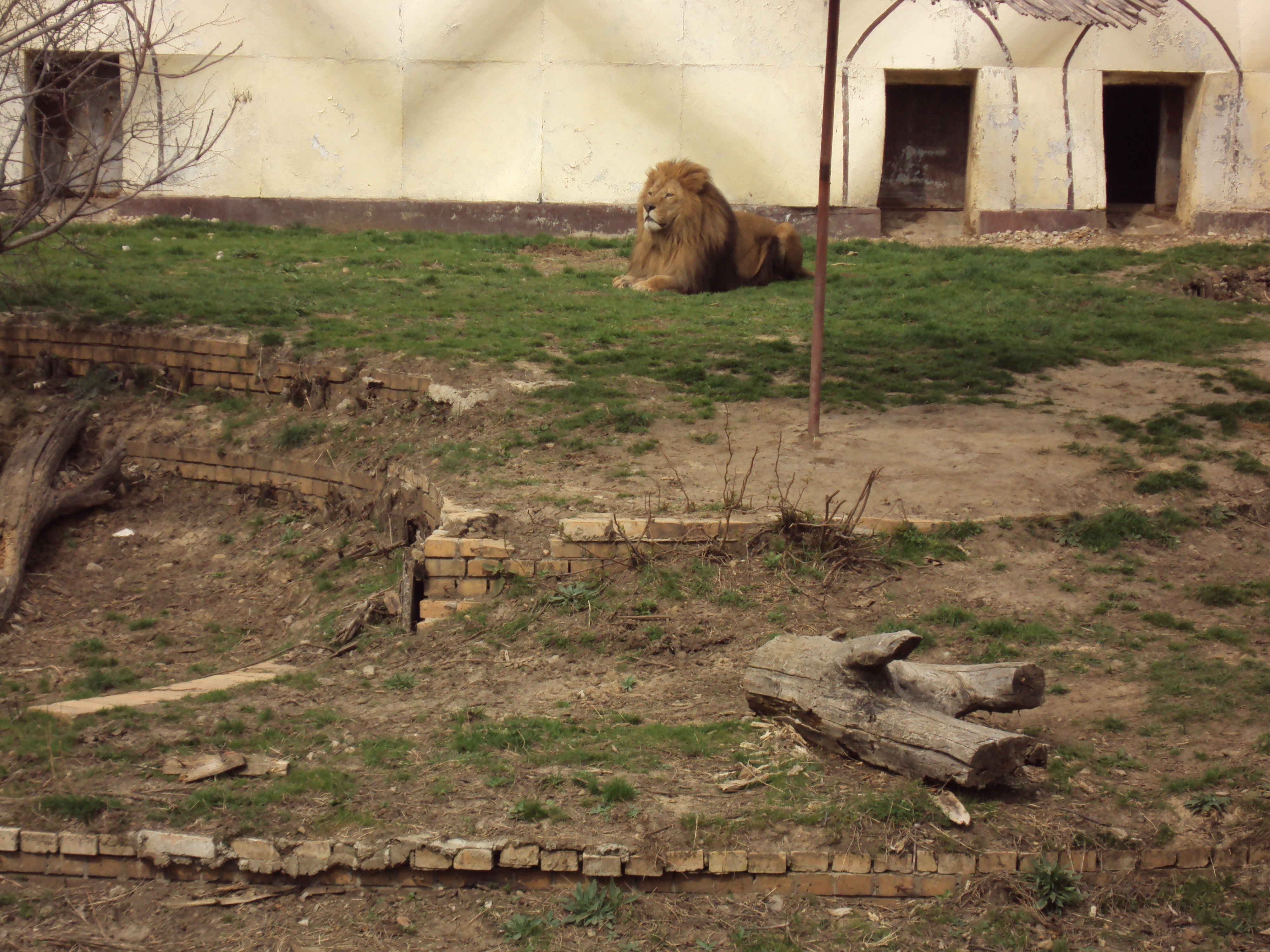
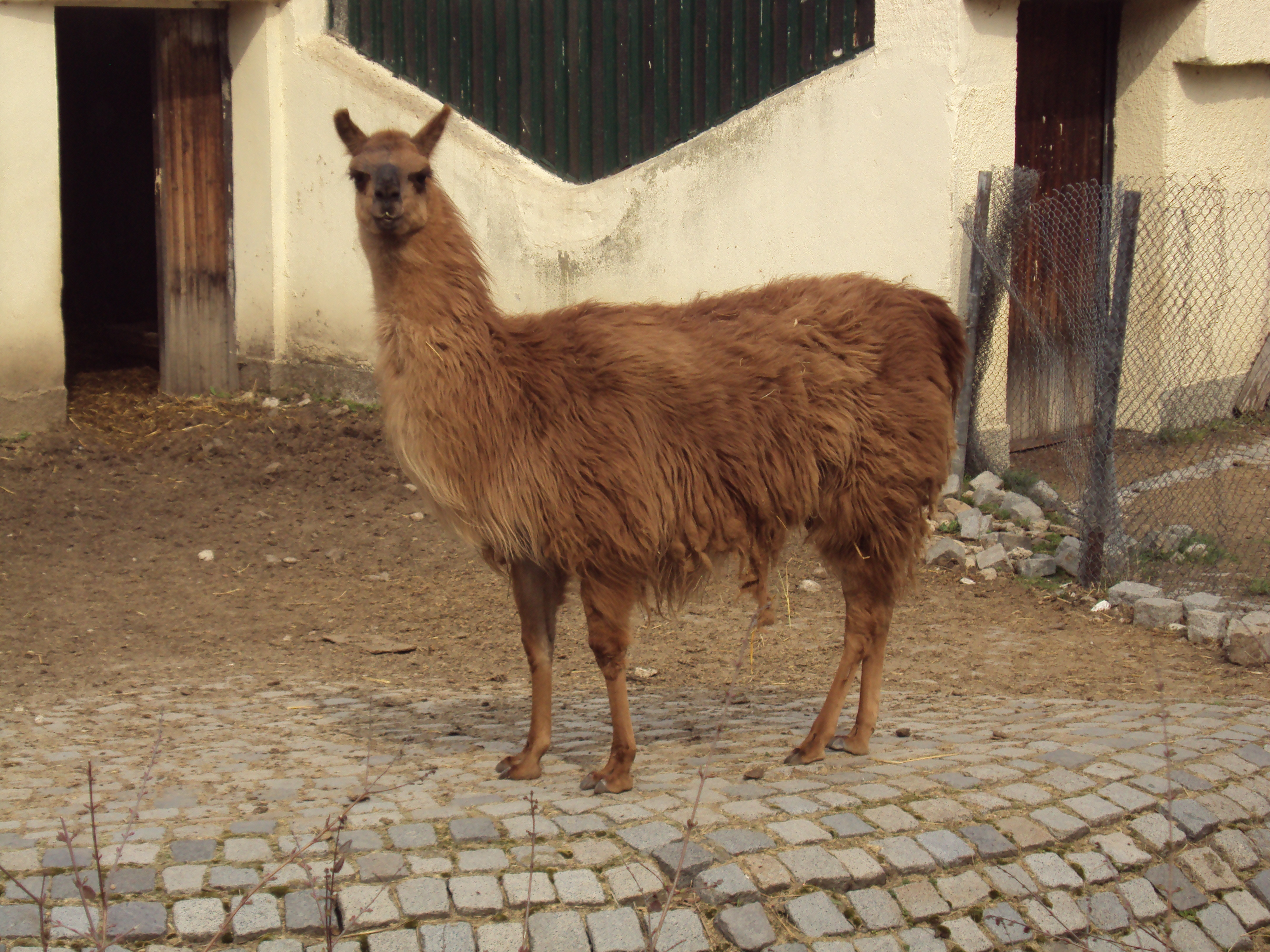
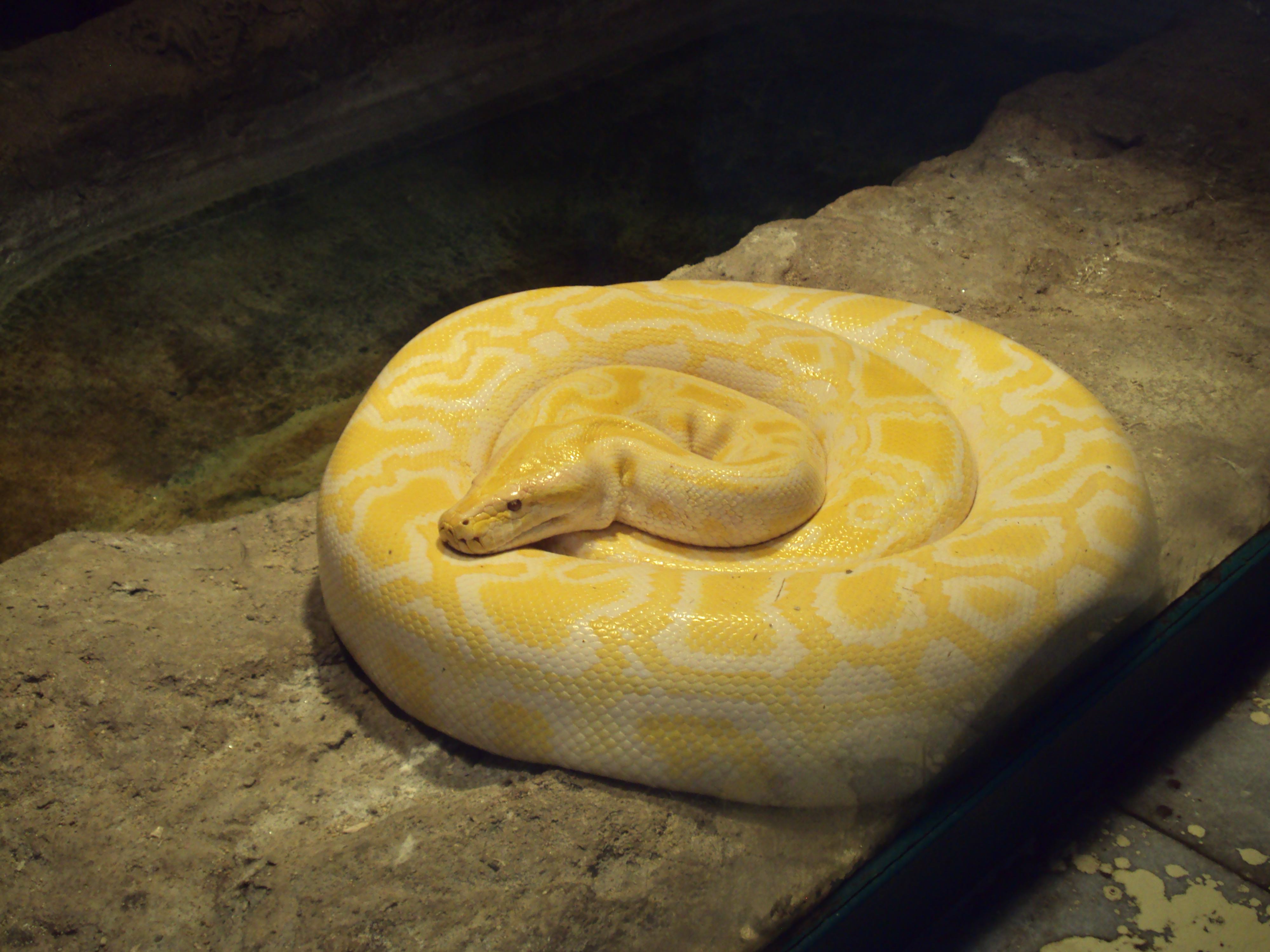
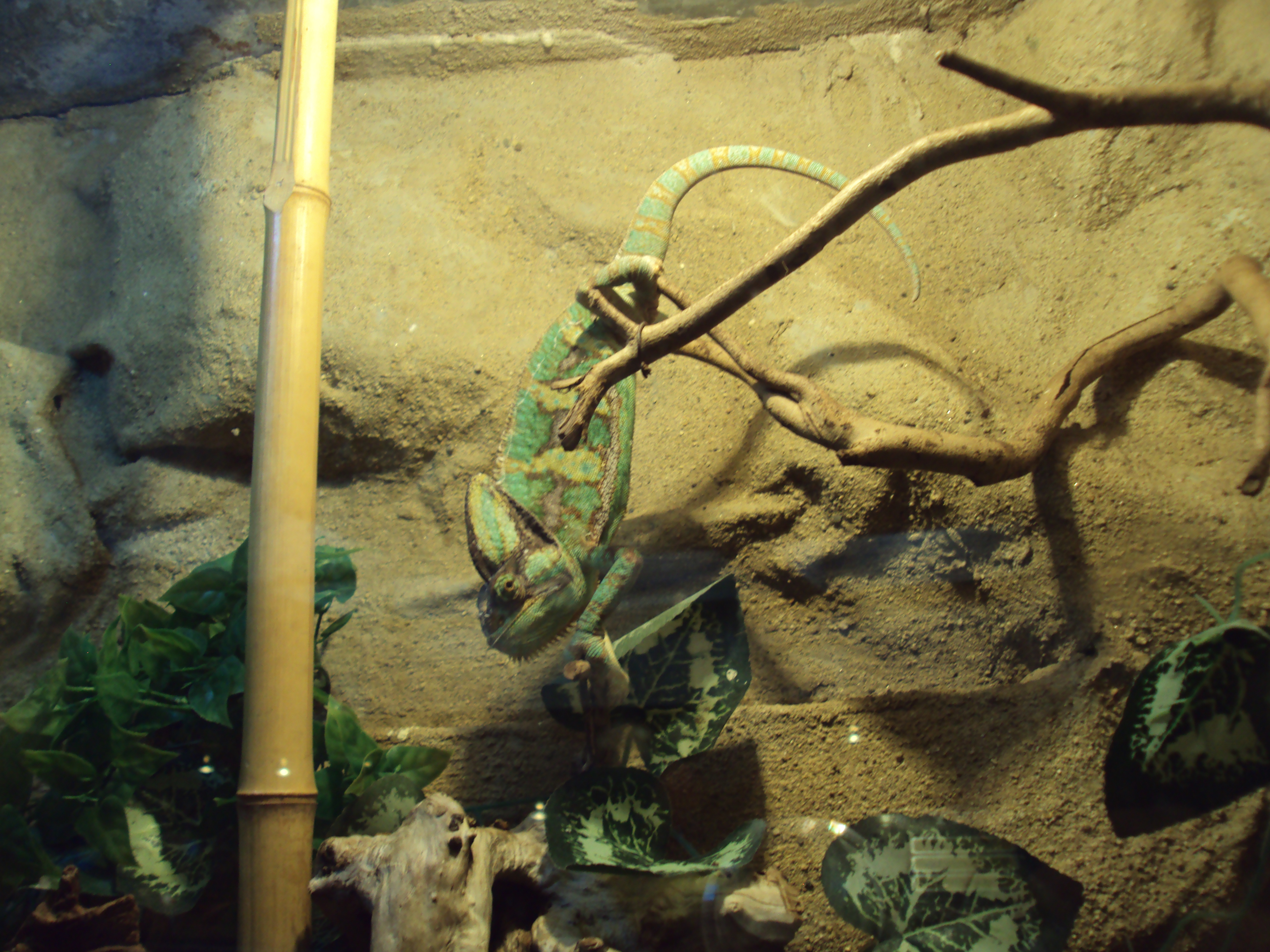
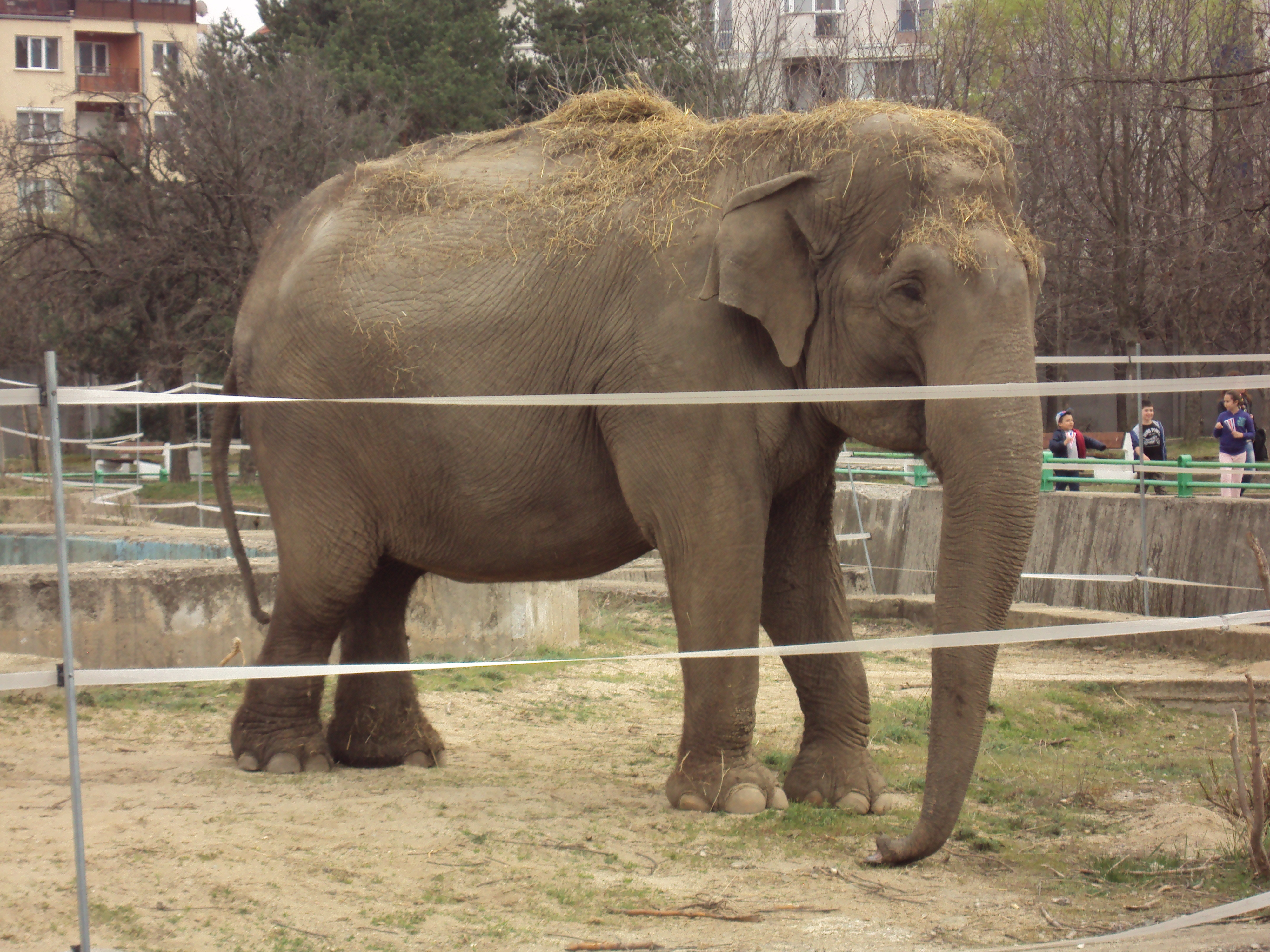

## 역사
동물원이 세워지기 이전에 이곳은 원래 궁전이 위치해 있었던 곳이다.